# Mini-VGA
Mini-VGA是一種用於筆記本電腦以及其它系統上的用於替代標準VGA的影像接口。除開它的緊密的組成以及輸出VGA影像信號之外，mini-VGA端口還增加了通過擴展顯示識別數據（英語：Extended display identification data）來輸出AV端子信號以及S-Video信號的功能。
現在mini-DVI接口已經在大多數應用上替代了mini-VGA。mini-VGA多數被應用在蘋果公司的iBook，eMac，早期型號的PowerBook（12英吋），以及一些iMac上。Sony也在自己的幾種型號的筆記本上添加了這種接口。

## 外部連結
- iBook Developer Note：外部顯示端口